# Nidopalio
El nidopalio, que significa palio anidado, es la región del cerebro de las aves que se utiliza sobre todo para algunos tipos de funciones ejecutivas, pero también para otras tareas cognitivas superiores. La región fue rebautizada como nidopalio en 2002 durante el Consejo de Nomenclatura del Cerebro Aviar porque el nombre anterior, neostriatum, sugería que la región se utilizaba para funciones más primitivas, ya que el striatum o cuerpo estriado en los cerebros de mamíferos es subcortical.

## Anatomía
El nidopalio aviar es una zona del telencéfalo cortical del cerebro anterior de las aves, que a su vez se subdivide en regiones más pequeñas como resultado de una localización funcional posterior. Se ha dividido a lo largo del eje rostrocaudal (anteroposterior) en tres segmentos hipotéticos: el nidopalio rostral, el intermedio y el caudal. Estas tres regiones están a su vez tricotomizadas: el nidopalio caudal, por ejemplo, agrupa el nidopalio caudocentral (NCC), el caudomedial (NCM) y el caudolateral (NCL). Se cree que el nidopalio caudolateral desempeña muchas de las funciones cognitivas complejas de orden superior de las aves. Rehkamper entre otros colaboradores (1985) delimitaron además el nidopalio en 16 secciones separadas (que se distinguen por las diferentes densidades celulares de estas zonas), aunque las divisiones anatómicas anteriores se aceptan generalmente para la mayoría de los fines de delimitación entre las distintas áreas de especialización funcional del nidopalio.

## Función
Toda la región del nidopalio es un área de gran interés para la investigación neurocientífica, especialmente en relación con su capacidad para la función cognitiva compleja. Más concretamente, el nidopalio caudolateral parece especialmente implicado en el aspecto de la función ejecutiva en el cerebro de las aves. Se ha realizado un estudio para demostrar que esta zona es, de hecho, en gran medida análoga a la corteza prefrontal de los mamíferos, la región del cerebro que cubre la sección más rostral del lóbulo frontal, responsable del comportamiento cognitivo más complejo en mamíferos como los humanos. El experimento pretendía medir las densidades de varios receptores de neurotransmisores tanto en el NCL aviar como en la corteza prefrontal humana, utilizando la autorradiografía cuantitativa de receptores in vitro. Se descubrió que el NCL contenía cantidades absolutas inferiores de estos receptores neuronales. Sin embargo, el experimento también reveló que las densidades relativas de estos receptores en ambos organismos eran sorprendentemente similares. Esto podría implicar que la capacidad de estas estructuras para llevar a cabo procesos mentales tan sofisticados depende de la arquitectura de los receptores de las neuronas que las componen. Así pues, a pesar de que el nidopalio y el córtex prefrontal han evolucionado por separado (una suposición fundada), ambos han alcanzado funciones similares de procesos de pensamiento de orden superior a través de una evolución convergente, como resultado de influencias a nivel molecular.
El nidopalio también está muy irrigado por neuronas dopaminérgicas procedentes del tronco encefálico. Se cree que la elevada concentración de dopamina (un neurotransmisor a menudo relacionado con la motivación, los circuitos de recompensa y el control motor) en esta zona puede contribuir a la capacidad del NCL para ejecutar funciones cognitivas de orden superior. Además, la actividad neuronal del nidopalio aumenta enormemente cuando se expone a las aves a estímulos visuales que predicen recompensas, lo que, una vez más, evidencia la considerable presencia de neuronas dopaminérgicas en esta zona, como implica su activación estereotipada en previsión de recompensas.
La migración es uno de los muchos e intrincados procesos conductuales regidos por el nidopalio en las aves. Los estudios han demostrado que se produce un importante reclutamiento neuronal en esta región del cerebro aviar durante el vuelo migratorio, con el objetivo de aumentar la potencia cognitiva en el nidopalio. Como resultado, las aves se benefician de mejores capacidades de navegación durante la migración, impulsadas por los cambios significativos en los estímulos sensoriales espaciales. Se trata de un ejemplo claro de neuroplasticidad en el cerebro aviar, y se ha utilizado para ampliar nuestra comprensión del nidopalio. El método experimental es similar al del análisis de déficit de lesión, por el que los científicos examinan las deficiencias de pacientes con lesiones cerebrales concretas para determinar la función de la parte afectada del cerebro. Por otra parte, el experimento de la migración aviar permitió analizar el papel del nidopalio porque su capacidad funcional estaba aumentada, en lugar de disminuida.